# Acianthera miqueliana
Acianthera miqueliana är en orkidéart som först beskrevs av Hendrik Charles Focke, och fick sitt nu gällande namn av Alec M. Pridgeon och Mark W. Chase. Acianthera miqueliana ingår i släktet Acianthera och familjen orkidéer. Inga underarter finns listade i Catalogue of Life.

## Bildgalleri

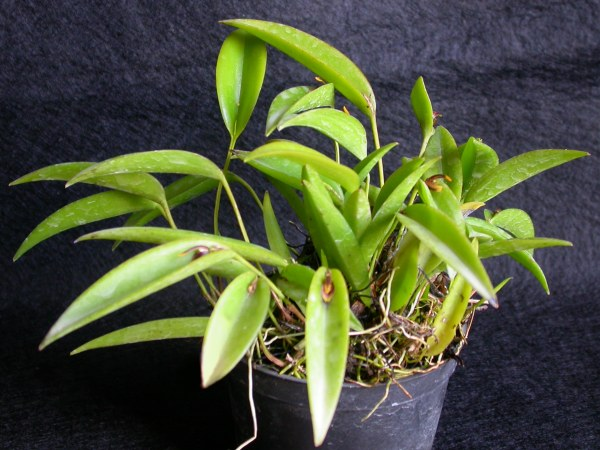
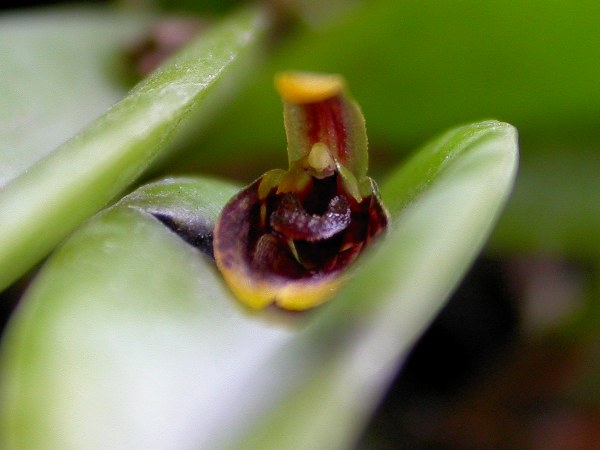
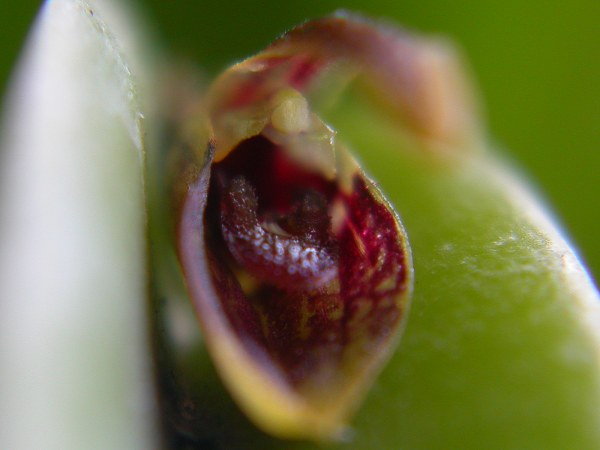
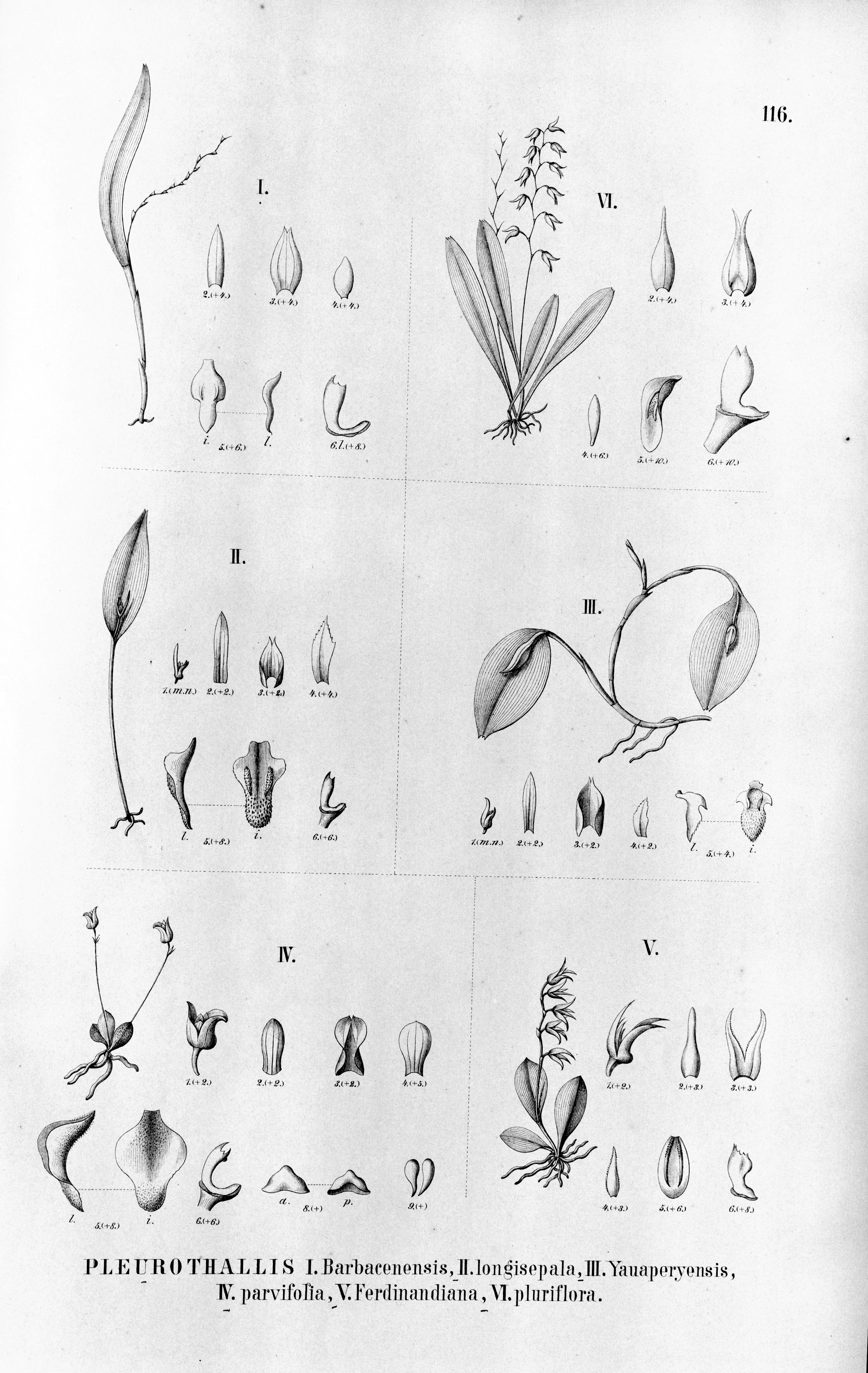
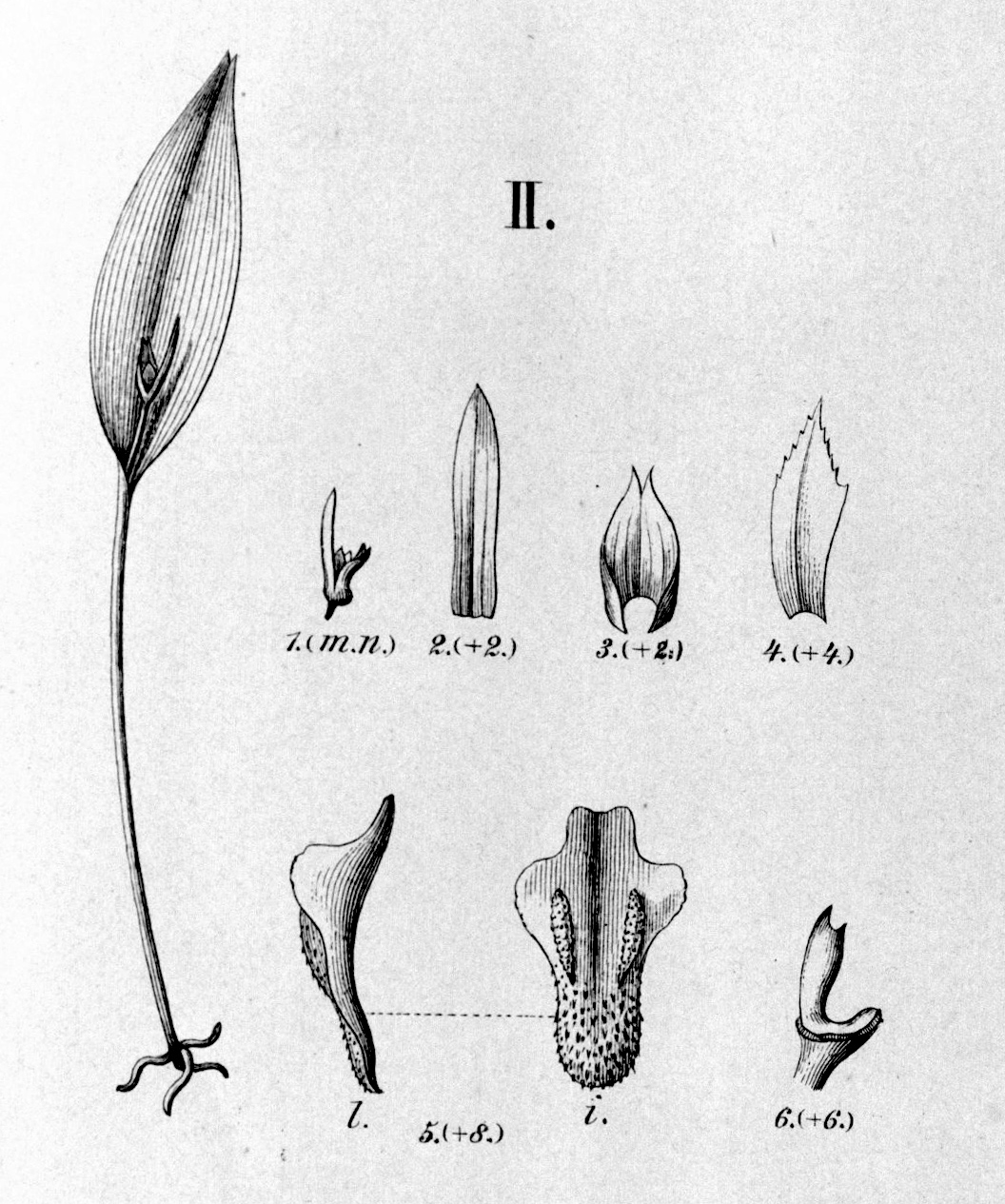
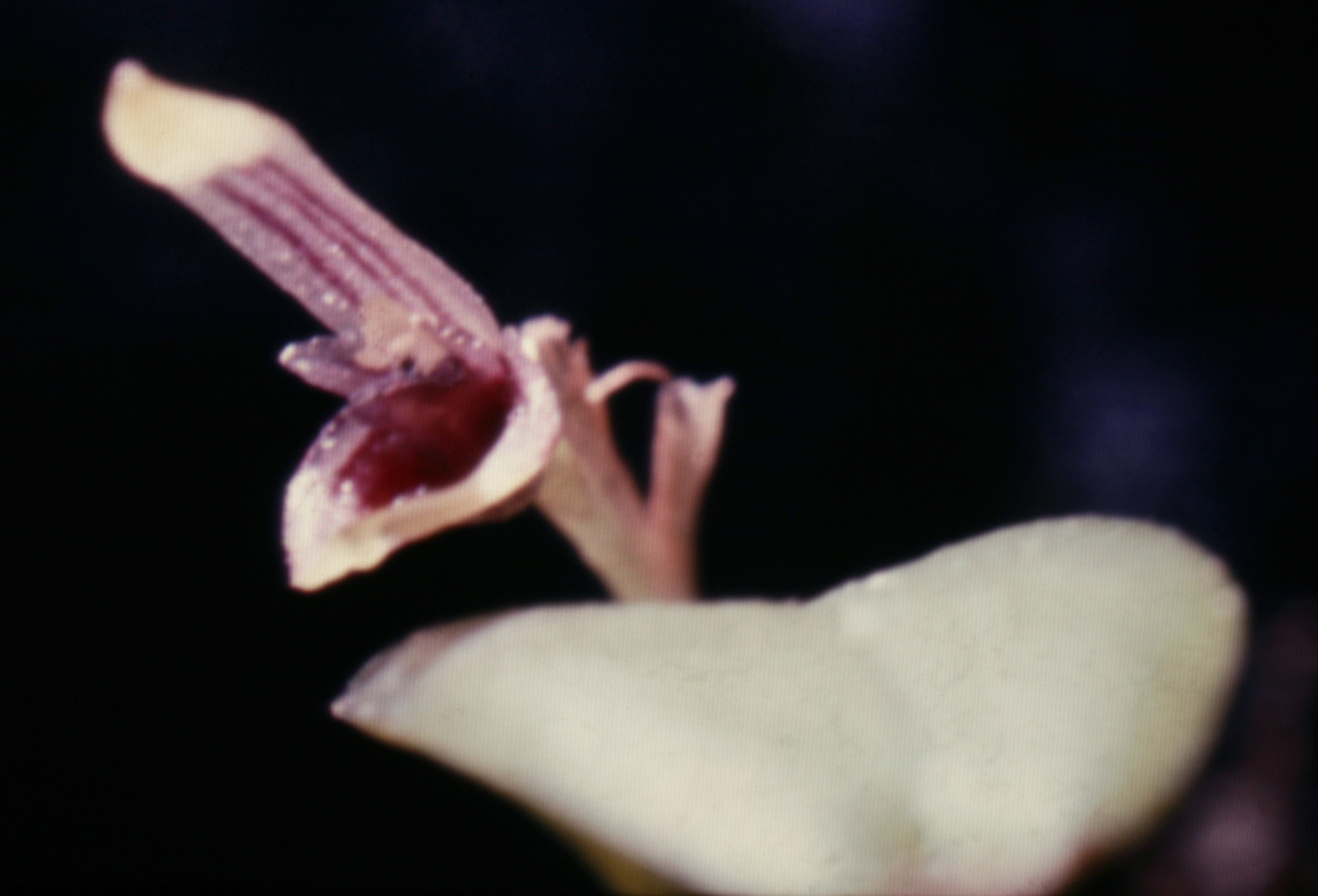